# ER2R型电力动车组
ER2R型电力动车组（俄語：Электропо́езд ЭР2Р）是苏联铁路的电力动车组车型之一，适用于供电制式为3000伏直流电的电气化铁路，由位于拉脱维亚的里加车辆制造厂、里加电机制造厂和加里宁车辆制造厂设计制造，于1982年研制成功、1984年投入批量生产。至1987年停产，共生产了89组ER2R型电力动车组，其中包括10辆编组列车57列、12辆编组列车32列；另外还生产了8组控制单元、27组控制单元；合计产量为1024辆。ER2R型电力动车组主要配属于俄罗斯铁路的莫斯科铁路局、十月铁路局，以及乌克兰铁路的南方铁路局。

## 技术特点
ER2R型电力动车组是在ER2型电力动车组的基础上发展而成，采用了ER22V型电力动车组的电气设备，从而实现了再生制动和电阻制动功能。列车采用动力分散方式，其标准编组为“五动五拖”的10辆编组，由2辆带司机室的头部控制拖车、3辆中间拖车、5辆动车组成，每“一动一拖”组成一个电气独立单元，司机可在任一司机室对全列车进行操纵。列车亦可以根据实际需要增减车厢数量，部分列车采用了“六动六拖”的12辆编组。
车体结构与ER2型电力动车组保持一致，车体采用低合金钢整体承载式焊接结构，车体长度为19,600毫米，车体宽度为3,480毫米。但由于增加了额外的电气设备，使列车重量略为提高，头部拖车自重42吨、中间动车自重58.5吨、中间拖车自重40.5吨，并采用了承载能力更大的ТУР-01型转向架。头部拖车、中间动车和中间拖车的座席定员分别为84、110、107人，10辆编组的列车总定员为1039人。
牵引系统与ER22V型电力动车组相同，采用直—直流电传动，每辆动车装有一台受电弓及四台牵引电动机。接触网导线上的3000伏直流电电流，经受电弓引入列车后经过调压，供给牵引电动机及驱动轮对，列车通过增减串联电阻、牵引电机的串—并联换接、磁场削弱进行调速。牵引电动机为1ДТ-003.1型直流串励电动机，小时功率为240千瓦。为扩大恒功调速范围，可以对牵引电动机实施二级磁场削弱，削弱率分别为50%、18%。再生制动的使用范围为55～130公里/小时，当使用再生制动时变为直流发电机，并将发出的电能回馈到电网；而在较低速度范围（10～55公里/小时）时可采用电阻制动，牵引电动机与动车车顶上的制动电阻连接，通过电阻将电能转换为热能并消散掉。当列车速度低于10公里/小时，则采用空气制动直到列车停止。

## 生产概况
| 1979 | 7001                                         | 10 | —                | —         |
| 1982 | 7002, 7003                                   | 10 | —                | —         |
| 1983 | 7004—7006                                    | 10 | —                | —         |
| 1984 | 7007—7009                                    | 10 | —                | —         |
| 1985 | 7010—7027, 7033—7036                         | 10 | —                | —         |
| 1985 | 7028—7032                                    | 12 | —                | —         |
| 1986 | 7038, 7042—7045, 7047—7051, 7066—7071        | 10 | 3060, 3061, 3065 | —         |
| 1986 | 7037, 7039—7041, 7046, 7052—7065             | 12 | 3060, 3061, 3065 | —         |
| 1987 | 7072—7074, 7076—7078, 7081, 7082, 7086, 7087 | 10 | 2201—2205        | 3074—3100 |
| 1987 | 7075, 7079, 7080, 7083—7085, 7088, 7089      | 12 | 2201—2205        | 3074—3100 |